# Campeonato Africano de Atletismo de 2014 - Arremesso de peso masculino
A prova do arremesso de peso masculino do Campeonato Africano de Atletismo de 2014 foi disputada no dia 10 de agosto de 2014 no Estádio de Marrakech  em Marrakech, no Marrocos. Participaram da prova 12 atletas. 

## Recordes
Antes desta competição, os recordes mundiais e do campeonato nesta prova eram os seguintes:
|                       | Nome           | Nacionalidade  | Distância | Local       | Data                |
| --------------------- | -------------- | -------------- | --------- | ----------- | ------------------- |
| Recorde mundial       | Randy Barnes   | Estados Unidos | 23m 12cm  | Westwood    | 20 de maio de 1990  |
| Recorde do campeonato | Janus Robberts | África do Sul  | 21m 02cm  | Brazzaville | 18 de julho de 2004 |
| Recorde africano      | Janus Robberts | África do Sul  | 21m 97cm  | Eugene      | 2 de junho de 2001  |

## Medalhistas
| Ouro                 | Prata                  | Bronze              |
| Orazio Cremona (RSA) | Jaco Engelbrecht (RSA) | Franck Elemba (CGO) |

## Cronograma
Todos os horários são locais (UTC+1).
| Data         | Hora  | Evento |
| ------------ | ----- | ------ |
| 10 de agosto | 18:30 | Final  |

## Resultado final
| Posição           | Atleta                 | Nacionalidade      | #1    | #2    | #3    | #4    | #5    | #6    | Resultados | Notas |
| ----------------- | ---------------------- | ------------------ | ----- | ----- | ----- | ----- | ----- | ----- | ---------- | ----- |
| Medalha de ouro   | Orazio Cremona         | África do Sul      | 17.35 | 19.82 | 19.23 | 19.84 | 19.56 | x     | 19.84      |       |
| Medalha de prata  | Jaco Engelbrecht       | África do Sul      | x     | x     | 18.68 | 18.87 | x     | x     | 18.87      |       |
| Medalha de bronze | Franck Elemba          | República do Congo | 18.58 | 18.41 | 18.74 | 18.47 | 18.43 | 18.37 | 18.74      |       |
| 4                 | Stephen Mozia          | Nigéria            | 17.65 | x     | 17.58 | x     | x     | x     | 17.65      |       |
| 5                 | Mohamed Magdi Hamza    | Egito              | 16.31 | 17.46 | x     | 16.90 | 17.45 | 17.64 | 17.64      |       |
| 6                 | Mohammed Gharrous      | Marrocos           | x     | 16.74 | 17.05 | 16.73 | 16.61 | 16.88 | 17.05      |       |
| 7                 | Augustine Nwoye        | Nigéria            | x     | 16.09 | 16.26 | x     | 16.90 | x     | 16.90      |       |
| 8                 | Yao Adantor            | Togo               | 13.97 | 15.14 | 15.17 | x     | 16.33 | 16.18 | 16.33      |       |
| 9                 | Commissio Mlaku        | Etiópia            | x     | x     | 13.74 |       |       |       | 13.74      |       |
| 10                | Dean William           | Seicheles          | 12.85 | 12.77 | 12.78 |       |       |       | 12.85      |       |
| 10                | Juma Ali Seifi         | Tanzânia           |       |       |       |       |       |       | DNS        |       |
| 10                | Mohamed Ibrahim Mtwana | Tanzânia           |       |       |       |       |       |       | DNS        |       |

Legenda
| Recorde mundial       | Recorde mundial (World record)               |                       | Recorde africano                      | Recorde africano (African) |                                           | Q | Classificado por posição (Qualified) |
| Recorde do campeonato | Recorde do campeonato (Championship record)  | Recorde da América    | Recorde da América (Americas)         | q                          | Classificado por melhor tempo (Qualified) |   |                                      |
| Melhor marca do ano   | Melhor marca do ano (World leading)          | Recorde asiático      | Recorde asiático (Asian)              | DNS                        | Não largou (Did not start)                |   |                                      |
| Recorde nacional      | Recorde nacional (National record)           | Recorde europeu       | Recorde europeu (European)            | DNF                        | Não terminou (Did not finish)             |   |                                      |
| Recorde pessoal       | Recorde pessoal do atleta (Personal best)    | Recorde da Oceania    | Recorde da Oceania (Oceania)          | DSQ / DQ                   | Desclassificado (Disqualified)            |   |                                      |
| Recorde da temporada  | Recorde da temporada do atleta (Season best) | Recorde sul-americano | Recorde sul-americano (South America) | NM                         | Sem marca (No mark)                       |   |                                      |